# فردريك معتوق
فردريك معتوق (1949م) هو عالم اجتماع وباحث وكاتب وأكاديمي لبناني، له العديد من المؤلفات والكتابات باللغتين العربية والفرنسية، وحاز في العام 2017 «جائزة الإبداع لأهم كتاب». كما جرى تكريمه في غير مناسبة. 

## سيرة
ولد معتوق في بلدة سرعل (زغرتا) 1949، نال الباكالوريا اللبنانية في الفلسفة في العام 1969، وحاز إجازة وماجستير في الآداب الفرنسية من جامعة ليون في فرنسا في العام 1973، ثم أكمل دراسته العليا وحصل على دكتوراه حلقة ثالثة في العلوم الاجتماعية من جامعة تور (فرنسا) في العام 1976، كما نال في العام 1979 دكتوراه دولة في العلوم الاجتماعية من الجامعة نفسها بتقدير مشرّف جداً. 

## نشاطه الثقافي
منذ بداية عودته إلى لبنان في العام 1980 وحتى 1994 عمل معتوق مديرًا لمعهد العلوم الاجتماعية (الفرع الثالث) في الجامعة اللبنانية، وكان قد حصل على رتبة الأستاذية في العام 1988.
عقب ذلك تولّى معتوق عدة مسؤوليات في الجامعة اللبنانية أهمها:
مدير الدراسات العليا في معهد العلوم الاجتماعية (2001 - 2002)، ومدير الدراسات العليا في المعهد مجددًا (2003- 2004).
وشغل بين 2004 و2013 منصب عميد معهد العلوم الاجتماعية في الجامعة اللبنانية. 
خلال هذه الفترة، استمرّ في تدريس طلاب الدبلوم والإشراف على أطروحات الدكتوراه. كذلك هو عضو استشاري في العديد من المجلات والدوريات في لبنان والعالم العربي منها مجلة الحداثة الفصلية المحكمة، كما له مشاركات في العديد من الندوات والمؤتمرات اللبنانية والعربية.

## أعماله
لمعتوق العديد من المؤلفات والترجمات والدراسات والأبحاث المنشورة باللغتين العربية والفرنسية، منها:

### العربية
- طور علم اجتماع المعرفة، دار الطليعة، بيروت، 1982
- مسرح العمال المهاجرين في فرنسا، منشورات مجد، بيروت، 1984
- تنوع ثقافي، لا تعددية ثقافية، منشورات جرّوس برس، طرابلس، 1985 [16]
- منهجية العلوم الاجتماعية عند العرب وفي الغرب، منشورات مجد، بيروت، 1985[17][18]
- العادات والتقاليد الشعبية اللبنانية، منشورات جرّوس، طرابلس، 1986[19][20]
- تطور الفكر السوسيولوجي العربي، منشورات جرّوس، طرابلس، 1988
- المعرفة، المجتمع والتاريخ، منشورات جرّوس، طرابلس، 1991[21]
- قاموس العلوم الاجتماعية، (عربي – إنكليزي – فرنسي)، دار الكتاب العربي، بيروت، 1993[22]
- جذور الحرب الأهلية، دار الطليعة، بيروت، 1994
- معجم الحروب، منشورات جروس، طرابلس، 1996 [23][24]
- الحرفيّون في لبنان: واقع وآفاق، منشورات اللجنة الوطنية لليونيسكو، بيروت، 2002[25]
- مرتكزات السيطرة الغربية، مقاربة سوسيو -معرفيّة، دار المسبار، دمشق، 2007 - دار الحداثة، بيروت، 2008 – المجلس الأعلى للثقافة، القاهرة، 2009[26]
- مرتكزات السيطرة الشرقية، مقاربة سوسيو- معرفيّة، دار الحداثة، بيروت، 2009 – دار نينوى، دمشق، 2009 - المجلس الأعلى للثقافة، القاهرة، 2017
- مدخل إلى سوسيولوجيا التراث، دار الحداثة، بيروت [27][28]
- مرتكزات السيطرة: غرب / شرق، منتدى المعارف، بيروت، 2011 [29]
- الموسوعة الميسّرة في العلوم الاجتماعية (عربي – إنكليزي – فرنسي) ، مكتبة لبنان ناشرون، بيروت، 2012 [30]
- المارد الآسيوي يسيطر، منتدى المعارف، بيروت، 2013[31]
- سوسيولوجيا الحضارة الكنعانية - الفينيقية، منتدى المعارف، بيروت، 2014[32]
- سوسيولوجيا الفن الإسلامي، المجلس الوطني للثقافة والفنون والآداب، الكويت، 2016. منتدى المعارف ( ط. 2 مزيدة )، بيروت، 2017 [33]
- صدام العصبيّات العربية، منتدى المعارف، بيروت، 2017[34]
- مجتمعات ودول العصبيّات، إلى أين ؟  منتدى المعارف، بيروت، 2018 [35]
- التقدم الحضاري العربي المعصوب، منتدى المعارف، بيروت 2019 [36]
- إنصاف التراث العربي، مركز أبو ظبي للغة العربية، أبو ظبي 2021
- التنشئة على العصبية، منتدى المعارف، 2022[37][38]
- خبز الموارنة وخبز الحياة - نشأة عصبيَّة وتهاويها، منتدى المعارف في بيروت 2023[39]
- أي علم اجتماع نريد؟، منتدى المعارف في بيروت 2024 (سلسلة اجتماعيات عربية).[40]

### الفرنسية
- .Les Contradictions de la Sociologie Arabe, éd. L 'Harmattan, Paris, 1992 ; 2eme ed. 2001.
- Les Abeilles de l'Ermite: (roman), éd. An nahar, Beyrouth, 2009.

### ترجمات
- جرثومة الحرب الأهلية، دار الطليعة، بيروت، 1998، لعدنان حب الله (من الفرنسية إلى العربية)
- الفضاء العربي، دار قدمُس، دمشق، 2003، (جماعي)
- محاضرات في علم الاعلام العام: الميديولوجيا - ريجيس دوبريه - ترجمة د. فؤاد شاهين، د. جورجيت الحدّاد ؛ مراجعة د. فريدريك معتوق[41]

## جوائز
حاز معتوق جائزة الإبداع لأهم كتاب عن مؤسسة الفكر العربي للعام 2017 عن كتابه: «صدام العصبيّات العربيّة» 

## وصلات خارجية
- عالم الاجتماع اللبناني البروفيسور فريدريك معتوق: السلام ملح الأرض الذي لا يفسد
- فريدريك معتوق عدم خروجنا من دوائر التفكير العصباني سيقضي على العالم العربي
- د. فريدريك معتوق: العصبية فيروس نائم في عمق التراث الجيني للبشر[43]